# Powłocznica jesionowa

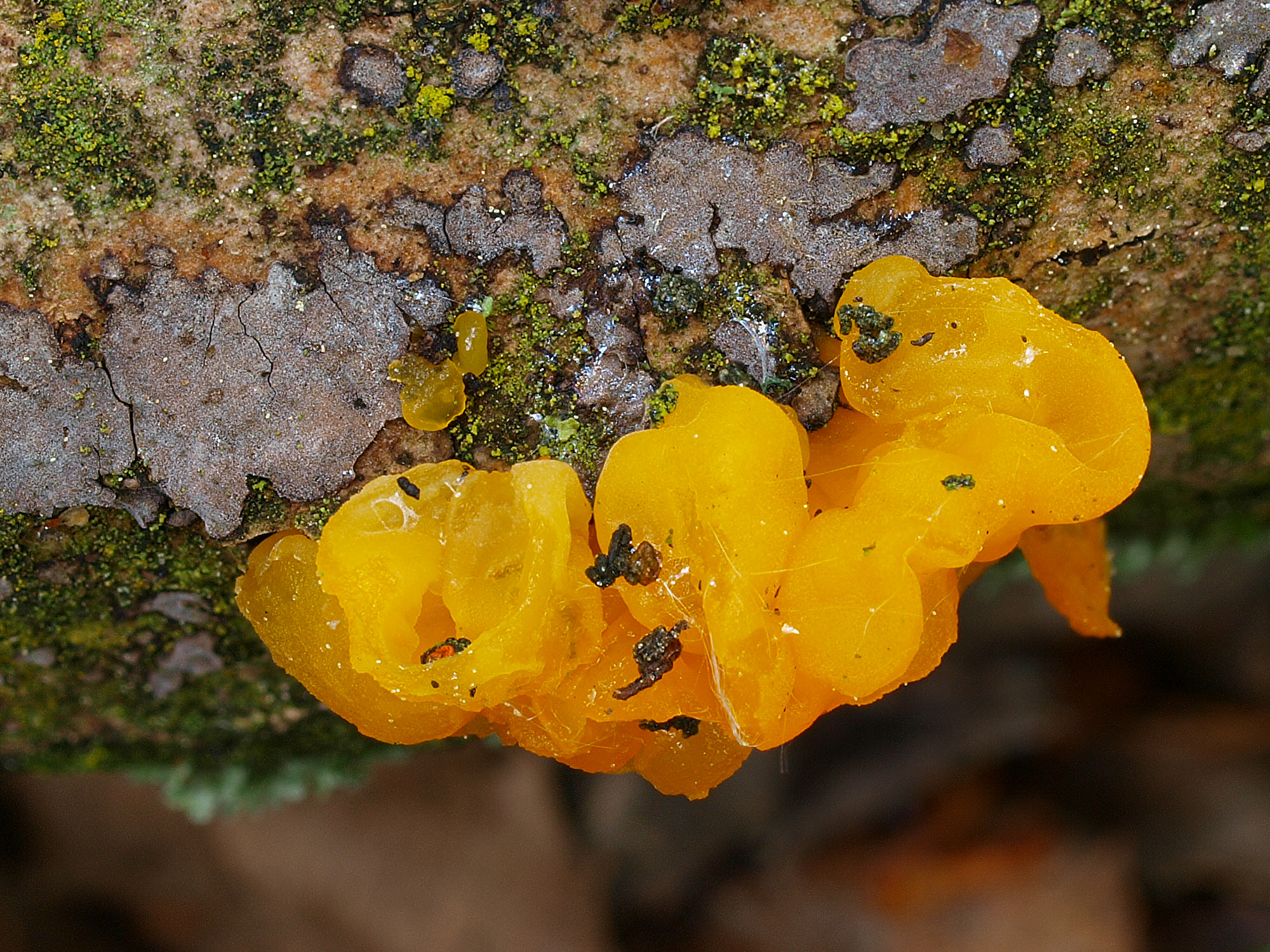
Powłocznica jesionowa i pasożytujący na niej trzęsak pomarańczowożółty

Powłocznica jesionowa (Peniophora limitata (Chaillet ex Fr.) Cooke) – gatunek grzybów należący do rodziny powłocznicowatych (Peniophoraceae). 

## Systematyka i nazewnictwo
Pozycja w klasyfikacji według Index Fungorum: Peniophora, Peniophoraceae, Russulales, Incertae sedis, Agaricomycetes, Agaricomycotina, Basidiomycota, Fungi.
Po raz pierwszy takson ten zdiagnozowali w 1828 r. Jean Frédéric de Chaillet i Elias Fries nadając mu nazwę Thelephora limitata. Obecną, uznaną przez Index Fungorum nazwę nadał mu w 1879 r. Mordecai Cubitt Cooke, przenosząc go do rodzaju Peniophora. 
Niektóre synonimy naukowe::

- Corticium fraxineum (Pers.) Roum. 1894
- Corticium limitatum (Chaillet ex Fr.) Fr. 1838
- Peniophora cinerea var. interrupta (Pers.) Bourdot & Galzin 1928
- Peniophora fraxinea (Pers.) S. Lundell 1934
- Thelephora cinerea var. interrupta Pers. 1801
- Thelephora fraxinea Pers. 1822
- Thelephora limitata Chaillet ex Fr. 1828
- Thelephora montagnei Balb. 1828

Nazwę polską podał Władysław Wojewoda w 1999 r.

## Morfologia
Owocnik
Rozpostarty, przyrośnięty do podłoża całą powierzchnią. Ma grubość 0,1–0,5 mm, początkowo kolisty kształt, wkrótce jednak nieregularny. Powierzchnia początkowo gładka, szaro-czerwona, potem nieregularnie brodawkowana, popękana na poletka w stanie suchym o barwie szarofiołkowej, ciemnoniebieskoszarej, w stanie wilgotnym szarobrązowej. Obrzeże zazwyczaj ciemne. 
Cechy mikroskopowe
System strzępkowy monomityczny. Strzępki początkowo bezbarwne, potem z brązowym pigmentem, ze sprzążkami. Strzępki w subikulum o długości 50–150 μm i różnej grubości, mniej więcej równolegle i poziomo ułożone. Strzępki w subhymenium gęste, pionowe. Cystydy liczne, cienkościenne, w wierzchołkowej części pokryte warstwą pigmentu i wypełnione kryształkami. Mają szerokość 8–12 μm i długość 30–50 μm, czasami do 75 μm. Podstawki wąskowrzecionowate, o długości 40–55 μm i szerokości 6–8 μm w części wierzchołkowej, z 4 sterygmami i bazalną sprzążką. Zarodniki kiełbaskowate, o rozmiarach  8–12 × 3–3,5  μm, cienkościenne, gładkie, bezbarwne.

## Występowanie
Znane jest występowanie tego gatunku w Europie, Kanadzie i na Wyspach Kanaryjskich. W Europie jest szeroko rozprzestrzeniony. W piśmiennictwie naukowym na terenie Polski podano liczne stanowiska.
Rozwija się na gałęziach i pniakach jesionu w lasach, parkach i przy drogach.